# 竹内由布子
竹内 由布子（たけうち ゆうこ、1973年 - ）は、TBSテレビ所属のジャーナリスト。

## 来歴
フェリス女学院中学校・高等学校、一橋大学卒業後、1997年TBS入社。報道局→制作局制作四部（旧・TBSライブ、現・情報制作局情報センター情報一部）→報道局所属。入社後、報道局社会部の司法担当を経て、『JNNニュースの森』でリポーターなどを務める。
制作局制作四部に移った2004年10月から、長岡杏子（平日昼の『（特）情報とってもインサイト』へ移動）の後任として『ブロードキャスター』に出演。番組終了までの4年間、リポートやニュースコーナーを担当した。なお同番組担当中、2007年5月19日放送分にて出産を控えていることを公表して産休に入り、わずか約5ヶ月後の同年10月6日放送分より同番組にスピード復帰を果たしている。
『ブロードキャスター』終了後は報道局に戻り、番組デスクを務めている。
同期には、アナウンサーの安住紳一郎、伊藤隆太、小倉弘子やドラマプロデューサーの石丸彰彦などがいる。